# Диверсия
Диве́рсия (от лат. diversio — «расхождение, разнообразие») — скрытные специальные мероприятия диверсионно-разведывательных групп (ДРГ) или отдельных людей — диверса́нтов — по выводу из строя наиболее важных объектов или их элементов путём подрыва, поджога, затопления, а также применением иных способов разрушения, не связанных с ведением боя для достижения цели.

## История термина
Первоначально «диверсией» назывались военные операции, производимые незначительными силами для дезориентации противника, отвлечения его внимания и сил с главного направления. Формированием для диверсий главой шестой «Устава воинского», подготовленного и изданного Петром Великим, 30 марта (10 апреля) 1716 года, определялся Корволант. Пример такого рода диверсии — рейд атамана М. И. Платова во время Бородинской битвы. В Военной энциклопедии Сытина диверсию предлагалось рассматривать как вид боя:

И если необходимо различные виды боя рассматривать порознь, то только с точки зрения внешнего осуществления, а не по существу, не по внутреннему смыслу. Диверсии и демонстрации (отводы, ложные удары) являются второстепенными действиями, имеющими целью ввести противника в заблуждение и облегчить этим выполнение намеченного предприятия. Хотя эти действия и будут всегда, рано или поздно, замечены противником, но действительную цель их он или узнает поздно, или даже совершенно не отгадает. Таким образом, они должны влиять на воображение противника, заставляя его ввести в дело более значительные силы, которые тем и удерживаются вдали от места решительных действий. А так как успех такой демонстрации только возможен, но не безусловен, то, поэтому, для выполнения её необходимо назначить возможно меньшие силы. Диверсия теряет своё значение, если благодаря ей ослабляются силы, назначенные для главного, решительного удара. Достигать ли цели, поставленной диверсии, боем или иным путём — зависит от обстановки. — Военная энциклопедия / Под ред. В. Ф. Новицкого и др. — СПб.: Т-во И. Д. Сытина, 1911—1915. — Т. 4. — С. 604—605.
Ещё в толковом словаре, изданном в 1935—1940 годах под редакцией Д. Н. Ушакова, отсутствовало слово «диверсант», а слово «диверсия» определялось так:
ДИВЕ’РСИЯ, и, ж. [фр. diversion] (книжн.). Военная операция, производимая вне главного театра военных действий для отвлечения сил противника (воен.). || перен. Прием для отвлечения внимания противной стороны.
В русском языке термин изменил своё значение. Согласно словарю Ожегова:
ДИВЕРСИЯ, -и, ж. 1. Военные действия в тылу противника, имеющие целью вывести из строя его военные и промышленные объекты, нанести урон в живой силе и технике (спец.). 2. Разрушение, выведение из строя объектов военного, государственного, народнохозяйственного значения агентами иностранного государства, преступными элементами. II прил. диверсионный, -ая,-ое.

## История диверсий

### Диверсии в XIX веке
Появление бризантных взрывчатых веществ (таких, как динамит) позволило небольшим группам осуществлять в тылу неприятеля эффективную деятельность. С помощью этих средств во время франко-прусской войны французы в январе 1871 года взорвали ряд мостов в тылу германских войск, осаждавших Париж, в результате чего железнодорожное сообщение в этом районе прервалось на 15 дней. Эффективно применяли диверсии на железнодорожном транспорте и других объектах противника буры в англо-бурской войне 1899—1902.

### Диверсии в Первой мировой войне
Дальнейшее развитие диверсий как способ вооружённой борьбы получила в Первой мировой войне.

### Диверсии в межвоенный период
В гражданской войне в Испании 1936 — 1939 в составе 14-го корпуса республиканцев, предназначенного для действий в тылу врага, имелись диверсионные бригады и отряды, подразделения которых совершали диверсии на железных и шоссейных дорогах, линиях телеграфной и телефонной связи.
Специальные задачи по борьбе с диверсией в Рабоче-Крестьянской Красной Армии, Военно-Морском флоте и пограничных и внутренних войсках НКВД были возложены на Особые Отделы НКВД СССР.

### Диверсии во Второй мировой войне
Особенно широкий размах получили диверсии во Второй мировой войне. В ряде воюющих стран создавались специально подготовленные войсковые диверсионные подразделения. В английской и американской армиях совершение диверсий возлагалось на диверсионно-разведывательные отряды — «командос». Специальные диверсионные подразделения различных наименований имелись и в немецкой армии. В итальянских военно-морских силах имелись специально обученные пловцы, которые совершали диверсии путём прикрепления мин к днищам кораблей противника. Известным командиром итальянских диверсионных сил был Юнио Валерио Боргезе.
В ходе Второй мировой войны диверсии в тылу немецких войск имели большое значение. Для совершения диверсий привлекались части инженерных войск. Кроме того, были созданы специальные подразделения гвардейских минёров.
В боевой деятельности партизан и подпольщиков диверсии занимали ведущее место (например «Рельсовая война»). Они позволяли небольшими силами при минимальных потерях или вообще без потерь наносить существенный ущерб противнику. Главным объектом диверсионной деятельности являлись вражеские коммуникации. Всего в ходе войны были пущены под откос тысячи воинских поездов, подорваны сотни железнодорожных и тысячи шоссейных мостов.

## Диверсии в мирное время
В мирное время диверсионная деятельность активно применяется террористическими группами, диверсии при этом могут рассматриваться как разновидности террористических актов. Примеры таких действий можно наблюдать в настоящее время[когда?] в Афганистане, Ираке, на Северном Кавказе (характерный пример — диверсия на Баксанской ГЭС), в Москве.
По свидетельству двух источников, ЦРУ США было непосредственно причастно к взрыву стратегического газопровода на территории СССР.

## Диверсии в российском уголовном праве
Под диверсиями в российском уголовном праве понимается: 

Статья 281. Диверсия

1. Совершение взрыва, поджога или иных действий, направленных на разрушение или повреждение предприятий, сооружений, объектов транспортной инфраструктуры и транспортных средств, средств связи, объектов жизнеобеспечения населения в целях подрыва экономической безопасности и обороноспособности Российской Федерации, — наказывается лишением свободы на срок от десяти до пятнадцати лет.

2. Те же деяния,

а) совершенные организованной группой;

б) повлекшие причинение значительного имущественного ущерба либо наступление иных тяжких последствий, —

наказываются лишением свободы на срок от двенадцати до двадцати лет.

3. Деяния, предусмотренные частями первой или второй настоящей статьи, если они повлекли умышленное причинение смерти человеку, —
наказываются лишением свободы на срок от пятнадцати до двадцати лет или пожизненным лишением свободы.— Глава 29. Преступления против основ конституционного строя и безопасности государства, Уголовный кодекс Российской Федерации (УК России)
В советский период России была чуть иная формулировка диверсии, а именно Диверсия — совершение с целью ослабления Советского государства взрывов, поджогов или иных действий, направленных на массовое уничтожение людей, причинение телесных повреждений либо другого вреда их здоровью, на разрушение или повреждение предприятий, сооружений, путей и средств сообщения, средств связи либо другого государственного или общественного имущества, а равно совершение в тех же целях массовых отравлений или распространение эпидемий и эпизоотий.

## Диверсии в международном праве
В вооружённых силах многих государств для проведения диверсий созданы специальные части — войска специального назначения. Диверсии в ходе военных действий планируется проводить небольшими группами хорошо обученных кадровых офицеров под легальным либо нелегальным прикрытием.
Законность или незаконность применения диверсий в отношении противника зависит от:
- той категории лиц, которая их совершает
- объекта диверсий
- используемых средств и методов

Совершать диверсионные акты могут только комбатанты (то есть специально обученные и оснащенные подразделения регулярных вооруженных сил — военнослужащие диверсионно-десантных отрядов, участники движений сопротивления). Лица, не имеющие статуса комбатантов, не имеют право на законное осуществление диверсионных актов.
Целью диверсионных актов должна являться материальная инфраструктура противника, то есть военные объекты. Диверсии в отношении противника являются законным действием, если соблюдаются нормы права, относящиеся к выбору целей, методов и средств.